# Anoscopus histrionica
Anoscopus histrionica är en insektsart som beskrevs av Fabricius 1794. Anoscopus histrionica ingår i släktet Anoscopus och familjen dvärgstritar. Inga underarter finns listade i Catalogue of Life.